# 金忠 (忠勇王)
金 忠（きん ちゅう、生年不詳 - 宣徳6年8月29日（1431年10月5日））は、明代の軍人。もとの名は也先土干。モンゴルの出身。

## 生涯
モンゴルの王子とされる。アルクタイと険悪な関係にあった。永楽21年（1423年）、明の永楽帝が漠北に親征し、上荘堡にいたると、也先土干は妻子や部下を率いて降伏した。明の遠征軍は北方に深く侵入していたが、遠征の目的であるアルクタイは遠方に逃れていて、永楽帝は戦果のないことを恥じており、也先土干の帰順を喜んだ。也先土干は金忠の姓名を賜り、忠勇王に封じられた。永楽帝が軍を返すと、金忠は馬に乗って随従し、永楽帝の質問に答えた。
永楽22年（1424年）、金忠は先鋒としてアルクタイ討伐に貢献したいと願い出た。永楽帝ははじめ許可しなかったが、大同・開平で侵入の警報があり、再び漠北への親征を決めると、金忠は陳懋とともに先鋒をつとめることとなった。しかしアルクタイは明軍が再び出征したと聞くと、早々に答蘭納木児河を渡って逃走した。金忠と陳懋は答蘭納木児河にいたっても敵の姿が見えず、白邙山までいたって、遭遇する敵のないまま、軍を返した。洪熙帝が即位すると、金忠は太子太保の位を加えられ、二俸を合わせて支給された。
宣徳3年（1428年）、宣徳帝がウリャンカイに親征し、寛河で敵を破った。金忠は把台とともに戦利品を献上したいと願い出た。宣徳帝はこれを許可し、ふたりは出立した。ふたりは帰陣すると、数十人の捕虜と数百頭の馬や牛を献上した。宣徳帝は喜んで、宦官に金杯で酌をさせて、御酒をふたりに賜った。宣徳4年（1429年）2月、金忠は太保の位を加えられた。
宣徳6年8月辛酉（1431年10月5日）、死去した。